# Cemre Anıl
Cemre Anıl (* 27. Oktober 1993) ist eine türkische Tennisspielerin.

## Karriere
Anıl begann mit sechs Jahren mit dem Tennisspielen und bevorzugt Hartplätze. Sie spielt überwiegend Turniere der ITF Women’s World Tennis Tour, wo sie bereits sechs Turniere im Doppel gewinnen konnte.

## Turniersiege

### Doppel
| Nr. | Datum              | Turnier | Kategorie   | Belag     | Partnerin            | Finalgegnerinnen                        | Ergebnis          |
| --- | ------------------ | ------- | ----------- | --------- | -------------------- | --------------------------------------- | ----------------- |
| 1.  | 13. April 2014     | Antalya | ITF $10.000 | Hartplatz | Kotomi Takahata      | Yuliya Kalabina Mayya Katsidadze        | 2:6, 7:65, [10:6] |
| 2.  | 4. November 2017   | Antalya | ITF $15.000 | Sand      | Gabriela Horáčková   | Paulina Bakaite Melis Sezer             | 3:6, 6:4, [10:8]  |
| 3.  | 29. September 2018 | Antalya | ITF $15.000 | Hartplatz | Melis Sezer          | Alise Cernecka Oana Orpana              | 6:2, 7:5          |
| 4.  | 9. Februar 2019    | Antalya | ITF $15.000 | Sand      | Oana Georgeta Simion | Maryna Tschernyschowa Vlada Ekshibarova | 6:2, 6:4          |
| 5.  | 11. Mai 2019       | Antalya | ITF $15.000 | Sand      | Dasha Ivanova        | Julija Kulikowa Eléonora Molinaro       | 6:3, 7:5          |
| 6.  | 10. Januar 2021    | Antalya | ITF $15.000 | Sand      | İpek Öz              | Federica Arcidiacono Aurora Zantedeschi | 6:2, 3:6, [10:6]  |